# Grupa lokalnie skończona
Grupa lokalnie skończona – grupa, której każda skończenie generowana podgrupa jest skończona. W grupie lokalnie skończonej każdy element ma skończony rząd, tj. każda grupa lokalnie skończona jest periodyczna. Każda grupa skończona jest lokalnie skończona. Przykładem nieskończonej grupy lokalnie skończonej jest grupa Prüfera.